# Сафира

Сафира является административным центром Нахия ас-Сафира и района ас-Сафира.

Сафира, ранее — Сфира (араб. سفيرة‎) — город на северо-западе Сирии, расположенный на территории мухафазы Халеб.

## Географическое положение
Город находится в центральной части мухафазы, на западной оконечности Сирийской пустыни, к западу от озера Эль-Джаббуль. Абсолютная высота — 348 метров над уровнем моря.

Сафира расположена на расстоянии приблизительно 20 километров к юго-востоку от Халеба, административного центра провинции и на расстоянии 295 километров к северо-северо-востоку (NNE) от Дамаска, столицы страны. Ближайший аэропорт расположен в городе Халеб.

## Демография
По данным последней официальной переписи 1981 года, население составляло 21 197 человек.
Динамика численности населения города по годам:
| 1981   | 2003   | 2012    |
| ------ | ------ | ------- |
| 21 197 | 86 263 | 106 460 |

## История

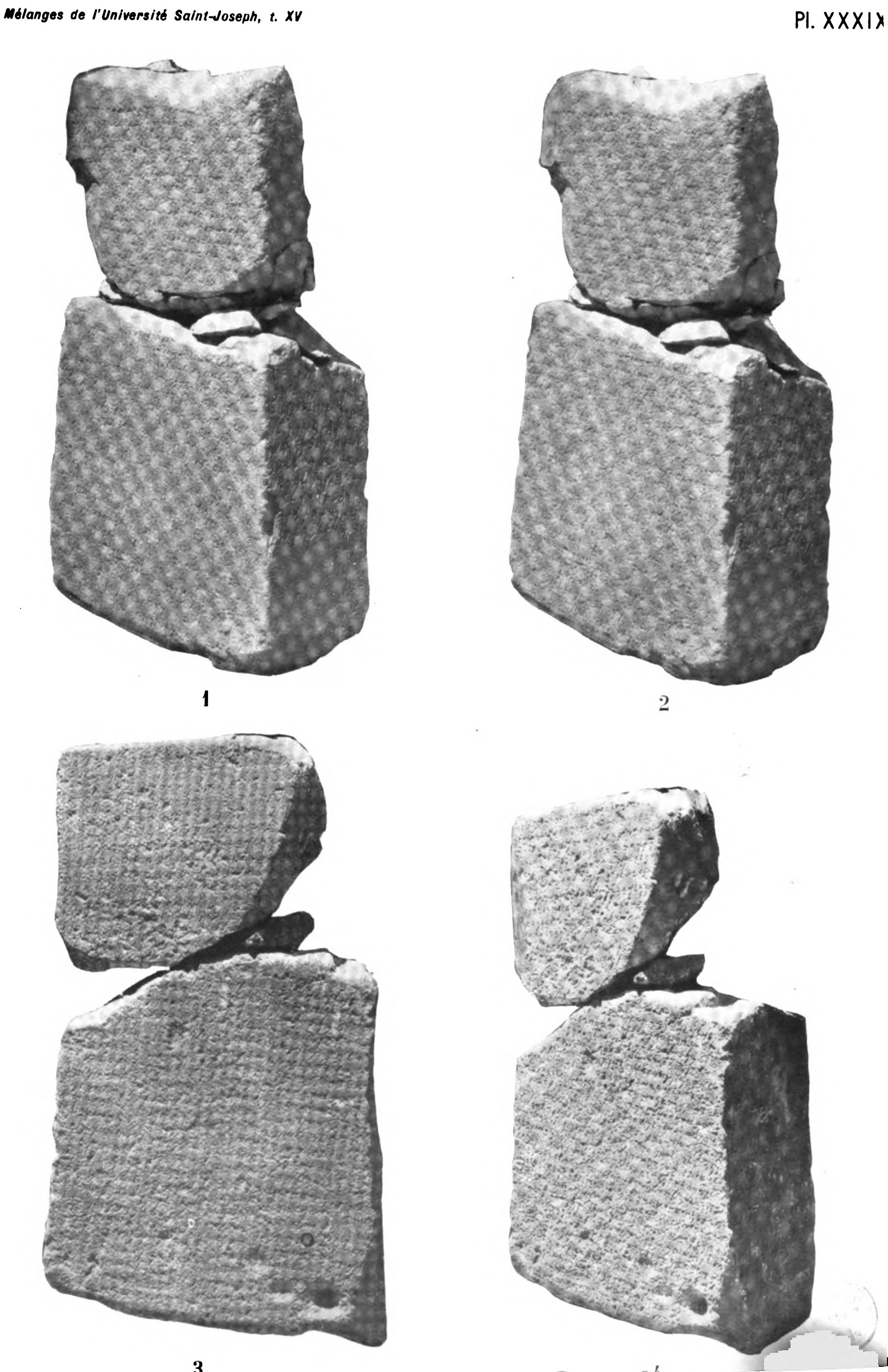
Стелы Sefire I и Sefire II

Обнаруженные недалеко от Аль-Сафиры три базальтовые стелы VIII века до н . э. содержат арамейские надписи.
В доисламскую эпоху город был известен как Сипри (Sipri). Некоторые историки полагают, что название Сипри восходит к аккадскому siparru — «медь». Это может означать, что Сафира, в древности, была центром торговли или добычи меди. Также город был известен как центр соледобычи.